# Prochaines élections législatives ukrainiennes
Les prochaines élections législatives ukrainiennes devaient avoir lieu le 29 octobre 2023 afin de renouveler les membres de la Rada.
Le scrutin est cependant reporté à une date indéterminée en raison de l'invasion du pays par la Russie, qui entraine notamment l'instauration de la loi martiale, sous laquelle aucun scrutin ne peut légalement avoir lieu.

## Contexte

### Élections de 2019

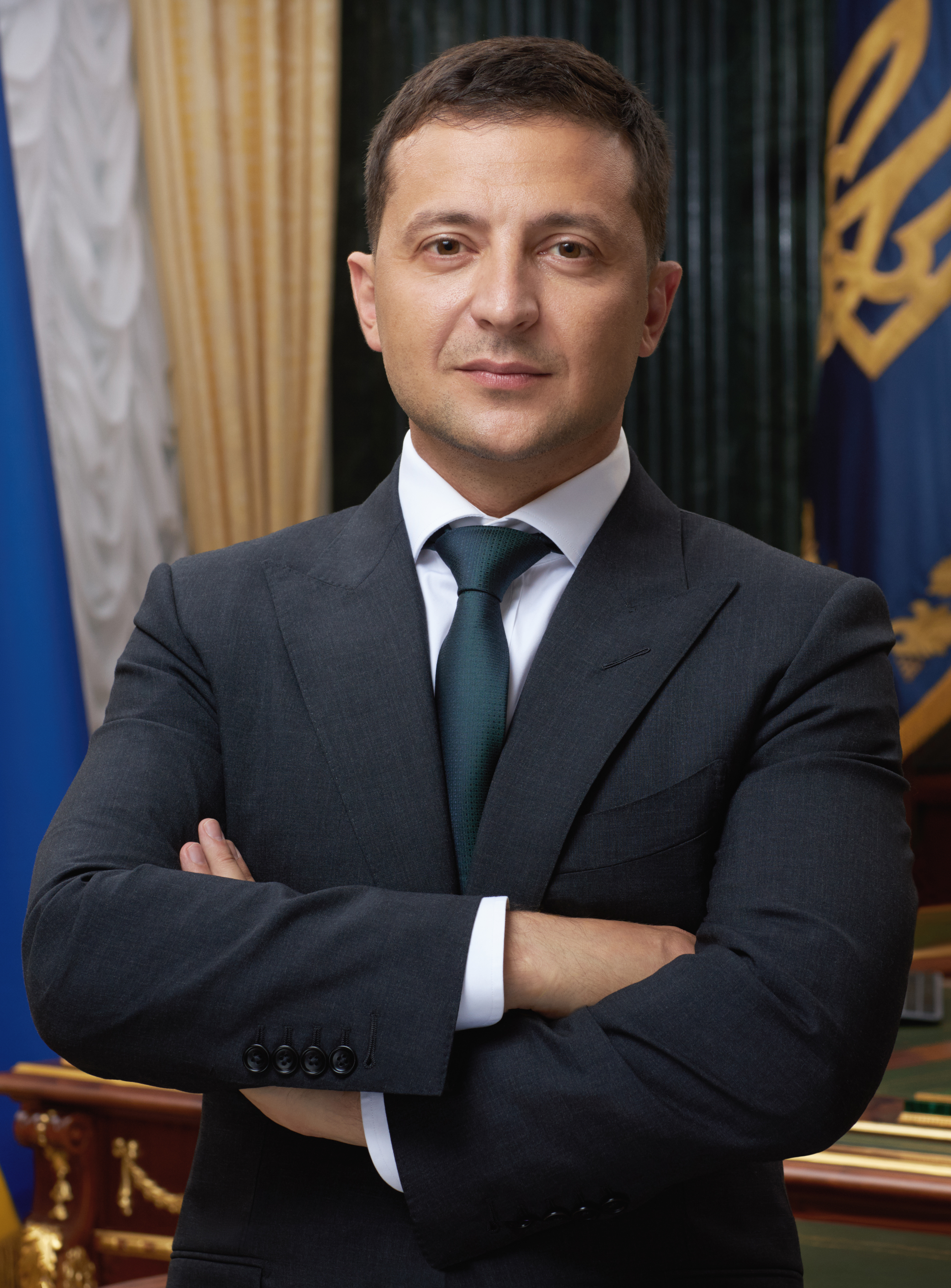
Volodymyr Zelensky, président de l’Ukraine depuis mai 2019.

Les élections législatives de juillet 2019, initialement prévues pour le 27 octobre 2019, sont  convoquées de manière anticipée par le nouveau président ukrainien, Volodymyr Zelensky après sa large victoire trois mois plus tôt au second tour de l'élection présidentielle,. Le nouveau président se retrouve en situation de cohabitation, son parti ne détenant que deux sièges à la Rada. L'écart de vue entre le président élu et le Parlement devient évident lorsque Volodymyr Zelensky critique quelques jours après son élection l’adoption d'une loi renforçant l'usage de la langue ukrainienne en dehors des sphères privée et religieuse.
Zelensky entend rapidement procéder à des élections anticipées, pour lequel son parti, Serviteur du peuple (SN), est favori dans les sondages. La Constitution interdit cependant de dissoudre la Rada à moins de six mois du terme de son mandat, soit le 27 mai au plus tard, le terme de la législature sortante étant prévu le 28 novembre. Zelensky obtient alors de prêter serment le 20 mai, huit jours avant la fin du délai constitutionnel,. Durant la cérémonie d'investiture, Zelensky annonce la dissolution du Parlement,.
En raison de la Guerre russo-ukrainienne toujours en cours bien que de manière larvée depuis 2014, la situation dans l'Est de l'Ukraine ne permet qu'à une partie des ukrainiens y vivant de participer aux législatives. Cette impossibilité est totale en Crimée depuis l'annexion de la région par la Russie. L'ensemble de ces électeurs représente alors près de 12 % du total des inscrits, totalisant 26 sièges qui restent donc non pourvus.
Serviteur du peuple sort grand vainqueur des élections anticipées avec plus de 43 % des suffrages et 253 sièges sur les 424 en lices. La coalition du président sortant Petro Porochenko, formée de Solidarité européenne (ЄС) et du Front populaire (NF) essuie un net recul, tandis que la Plateforme d'opposition – Pour la vie, pro-russe et l'Union panukrainienne « Patrie » de l'ancienne première ministre Ioulia Tymochenko arrivent en second et troisième position, loin derrière Serviteur du peuple.
Pour la première fois depuis le retour du multipartisme en Ukraine, un parti remporte seul la majorité absolue des sièges. Cette large victoire permet au président de nommer l'un de ses soutiens, l'indépendant Oleksiy Hontcharouk, au poste de Premier ministre avec le soutien de la Rada,.

### Invasion russe de 2022

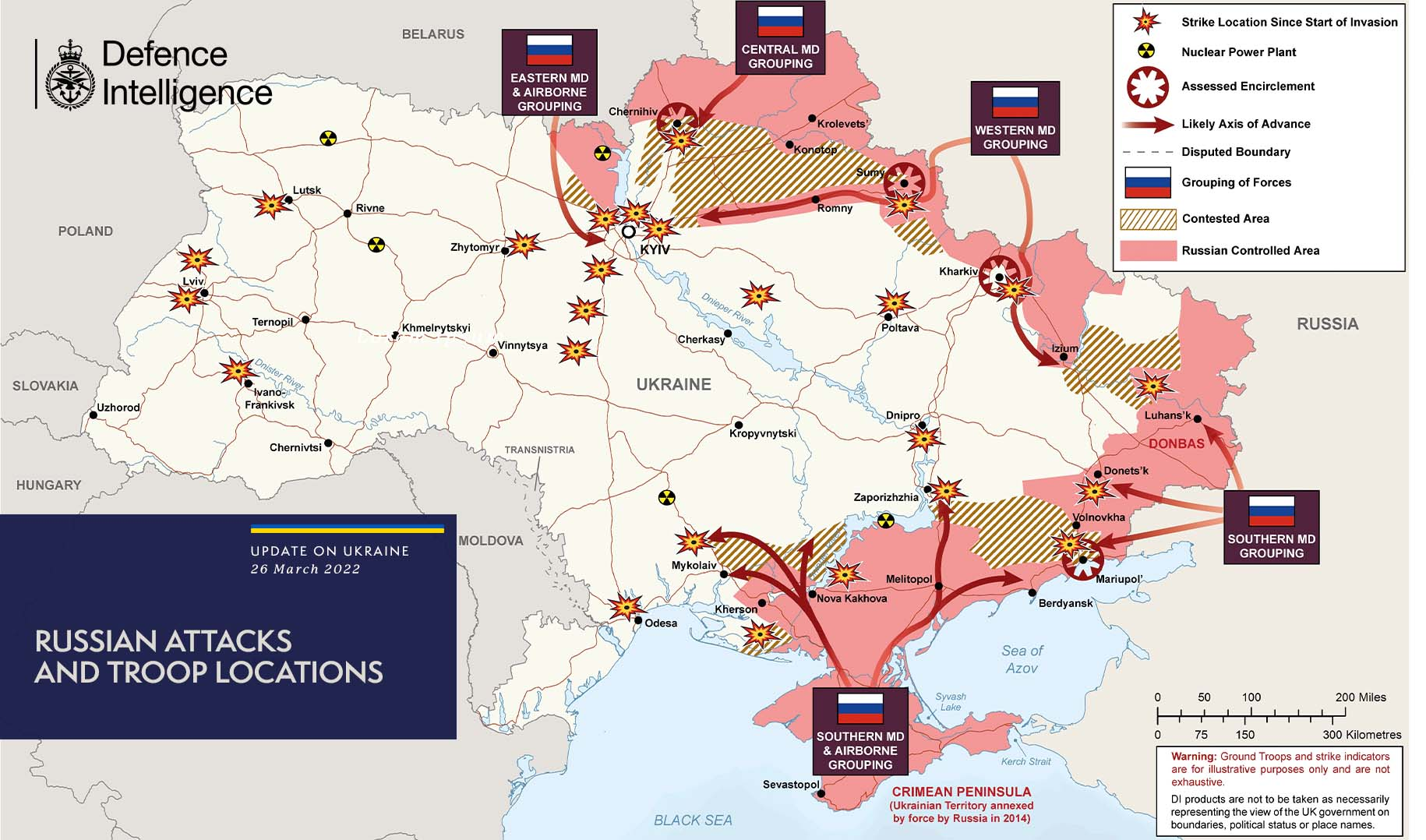
Carte de l'expansion maximale russe, fin mars 2022

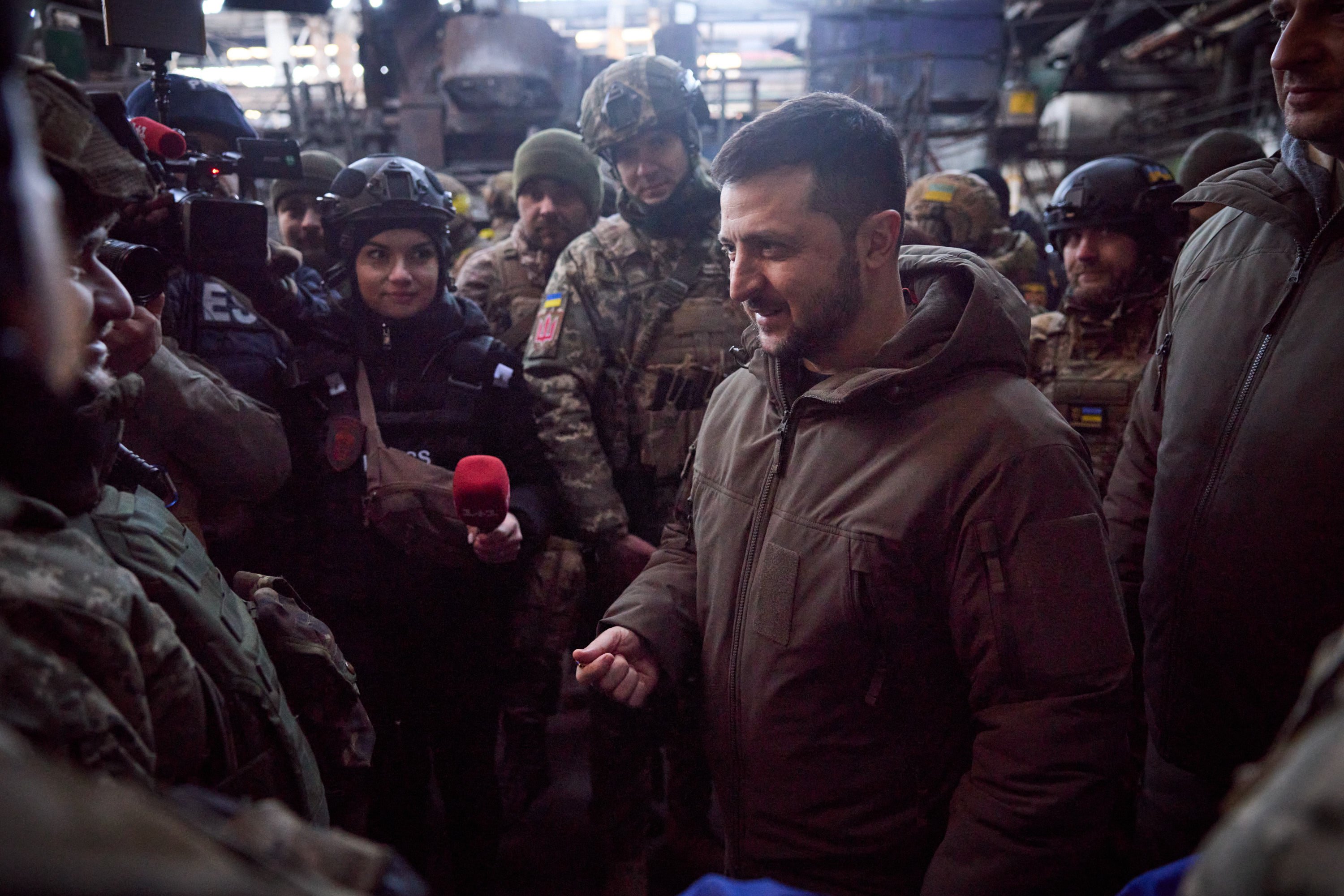
Zelensky rencontrant des soldats lors de la défense de la ville de Bakhmout

L'ampleur de la guerre en Ukraine est soudainement démultipliée lorsque la Russie lance une invasion généralisée du pays le 24 février 2022, après près d'un an de crise diplomatique entre les deux pays et l’amassement de troupes russes à la frontière. L'invasion fait immédiatement suite à un discours du président russe Vladimir Poutine, dans lequel il nie l'existence historique de l'Ukraine, reconnait l'indépendance des « républiques populaires » autoproclamées de Donetsk et de Lougansk, et annonce le lancement d'une « opération militaire spéciale » des forces armées russes,,. Les Russes occupent rapidement l'oblast de Kherson et une grande partie de l'oblast de Zaporijjia lors d'une offensive au Sud qui les conduit à annexer ces territoires, mais sont repoussés lors d'offensives infructueuses contre Kiev et contre Kharkiv.
Le président Zelensky instaure immédiatement la loi martiale et déclare la mobilisation générale, tandis que Denys Chmyhal remplace peu après Oleksi Hontcharouk à la tête du gouvernement. Le 22 mars, le Conseil de défense et de sécurité nationale d'Ukraine décide l'interdiction de plusieurs partis pour la durée de la loi martiale en raison de leur liens avec le gouvernement russe. Sont ainsi visés les partis suivants : Plateforme d'opposition-Pour la vie, Derzhava, Opposition de gauche, Nashi, Bloc d'opposition, Parti de Shariy, Parti socialiste progressiste d'Ukraine, Parti socialiste, Socialistes, Union des forces de gauche et Bloc de Volodymyr Saldo,.
L'invasion provoque une large réaction internationale des pays occidentaux, menant à un isolement sans précédent de la Russie, la mise en place progressive d'importantes sanctions économiques, et à une assistance militaire et économique massive à l'Ukraine par les membres de l'OTAN dont surtout les États Unis et les membres de l'Union européenne. Le mandat de Volodymyr Zelensky et de la législature sortante est profondément marqué par cette invasion, la conduite par Zelensky de la résistance ukrainienne étant par ailleurs saluée par la presse internationale et de nombreux gouvernements étrangers.

## Système électoral

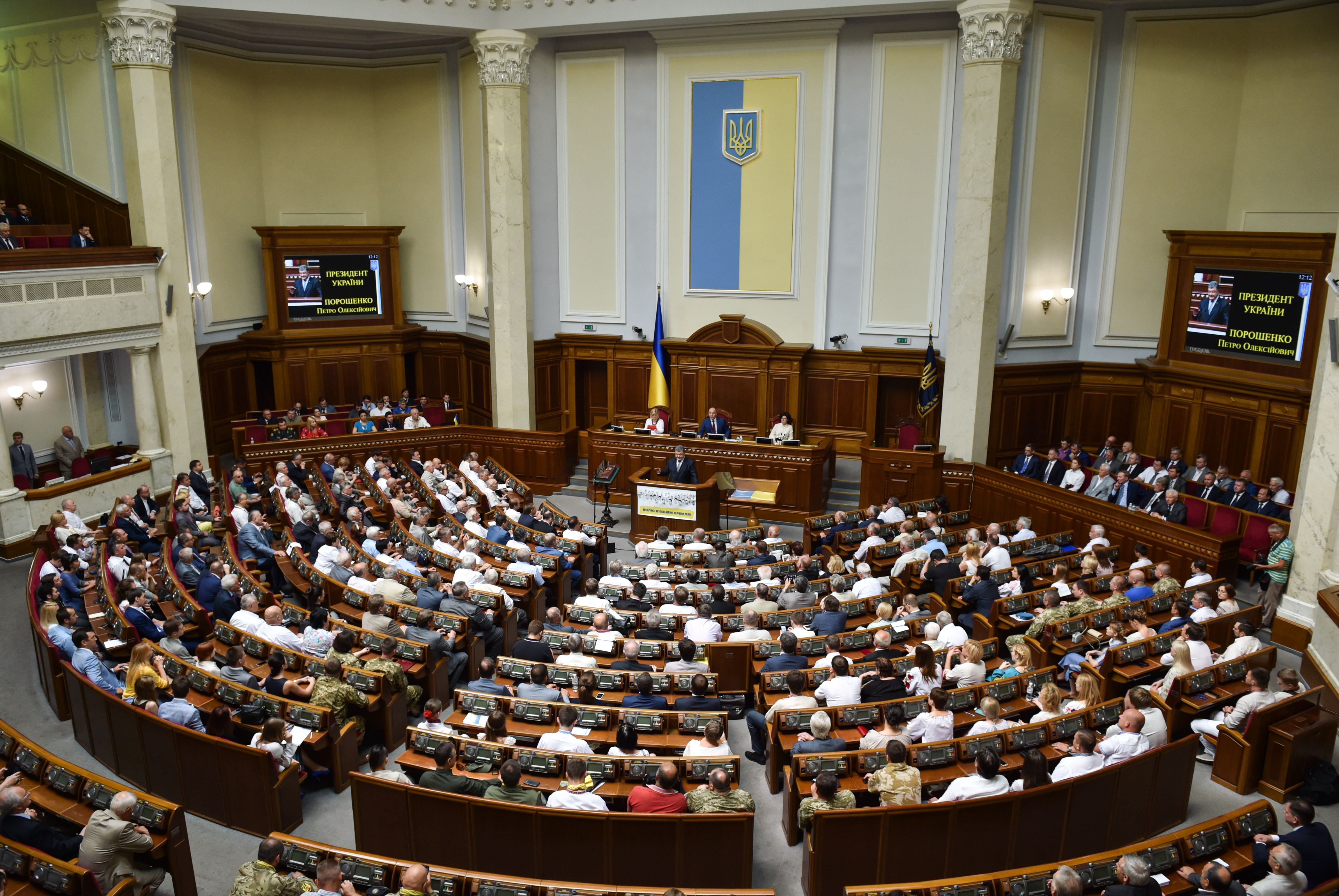
Lieu de réunion de la Rada

Le Parlement unicaméral de l'Ukraine, la Rada, est composée de 450 députés élus pour un mandat de cinq ans au scrutin proportionnel plurinominal de listes fermées avec seuil électoral de 5 %. La répartition des sièges se fait en fonction des résultats des partis dans une unique circonscription nationale. Les listes présentées par les partis sont cependant subdivisées par région, les électeurs ayant la possibilité d'effectuer un vote préférentiel pour l'un des candidats de la liste choisie, afin de faire monter sa place dans celle-ci. Les listes doivent obligatoirement alterner les candidats de chacun des deux sexes, de telle sorte qu'il n'y ait jamais plus de trois candidats à la suite du même sexe. Les neuf premiers noms de chaque liste ayant franchi le seuil électoral obtiennent un siège automatiquement, après quoi, la répartition des sièges obtenus par le parti sont attribués en priorité aux candidats ayant obtenu le plus de votes préférentiels en leur nom.

### Changements récents
Il s'agit des premières élections depuis le vote en 2019 d'une nouvelle loi électorale ayant mis fin au mode de scrutin parallèle jusqu'alors en vigueur. Sur les 450 sièges, 225 étaient pourvus au scrutin uninominal majoritaire à un tour dans autant de circonscriptions électorales, auxquels se rajoutaient 225 sièges pourvus au scrutin proportionnel plurinominal,. L'instauration de la seule proportionnelle était un projet de longue date du président Zelensky. Celui ci avait ainsi tenté le 22 mai 2019 de la mettre en œuvre avant les précédentes élections en convoquant la Rada pour une session extraordinaire le 22 mai 2019, sans succès.
Le 4 février 2020, la Rada vote également par 236 voix pour un projet de loi abaissant de 450 à 300 le nombre de parlementaires. Ce dernier étant directement fixé par la constitution, le projet nécessite cependant le vote d'une révision de la constitution, qui requiert une majorité qualifiée du deux tiers du total des membres de la Rada, soit 300 voix. Le projet reste depuis en suspens.

### Date
Bien que le mandat de la Rada élue en 2019 soit de cinq ans, la manière dont la constitution ukrainienne fixe de manière rigide la date des élections, couplées à la convocation anticipée du précédent scrutin, aboutit initialement à une organisation théorique des législatives en 2023, soit au bout de quatre ans seulement. L'article 76 de la Constitution de 1996 dispose en effet que le mandat de la Rada est de cinq ans, tandis que l'article 77 dispose que les élections ont lieu le dernier dimanche du mois d'octobre de la cinquième année de son mandat. La législature sortante ayant tenu sa session inaugurale en septembre 2019, son mandat expire donc en septembre 2024. Le dernier dimanche d'octobre de son mandat intervient par conséquent le 29 octobre 2023, et non en octobre 2024. 
Si une modification de la constitution est initialement envisagée, l'invasion russe de larges pans du territoire national provoque un report, aucun scrutin ne pouvant intervenir tant que le pays se trouve sous l'effet de la loi martiale. Instaurée le 19 octobre 2022, cette dernière est par la suite reconduite pour 90 jours tous les trois mois, dont jusqu'au 15 novembre 2023, officialisant ainsi l'impossibilité de tenir le scrutin à la date du 29 octobre telle que prévue par la constitution,,. L'éventualité d'une levée de cette interdiction par un vote du parlement est rejetée par le gouvernement, qui souhaite allouer l'ensemble des fonds disponibles à la conduite de la guerre. Le gouvernement opte par conséquent pour une prorogation du mandat du parlement et le report de l'organisation des législatives à une date conjointe de celle de la prochaine élection présidentielle, prévue initialement en mars 2024, mais qui est reportée sine die.

## Sondages

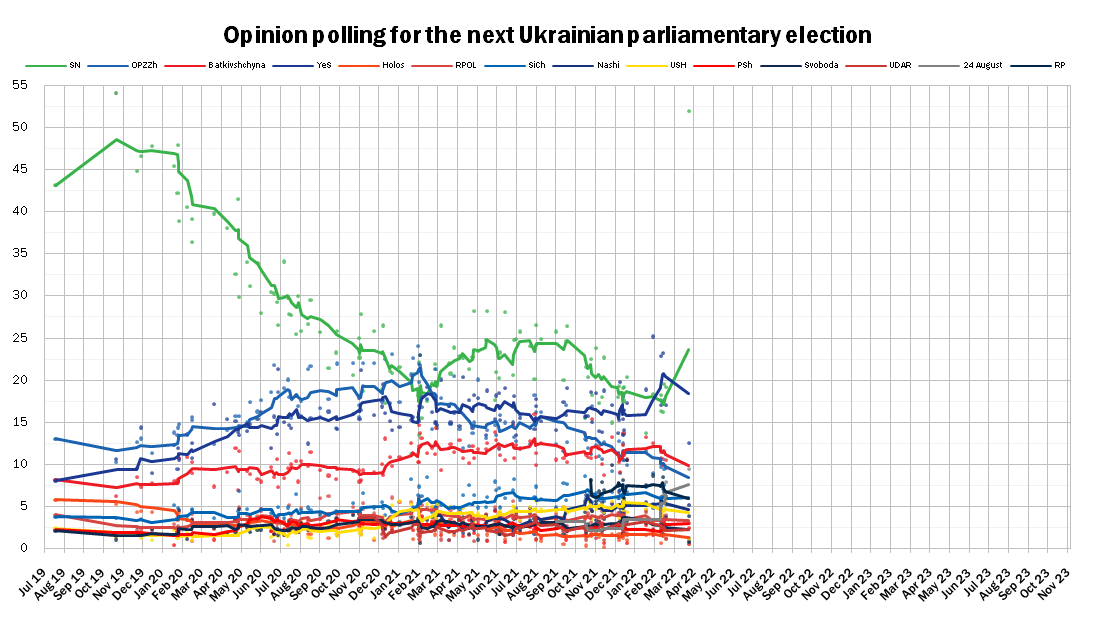
Moyenne des sondages depuis les précédentes élections.

## Résultats
|                           | Serviteur du peuple                               |  |     |     |     |               |  |  |  |  |
|                           | Plateforme pour la vie et la paix                 |  |     |     |     |               |  |  |  |  |
|                           | Union panukrainienne « Patrie »                   |  |     |     |     |               |  |  |  |  |
|                           | Solidarité européenne                             |  |     |     |     |               |  |  |  |  |
|                           | Voix                                              |  |     |     |     |               |  |  |  |  |
|                           | Parti radical d'Oleh Liachko                      |  |     |     |     |               |  |  |  |  |
|                           | Force et honneur (en)                             |  |     |     |     |               |  |  |  |  |
|                           | Stratégie ukrainienne de Hroïsman (uk)            |  |     |     |     |               |  |  |  |  |
|                           | Svoboda                                           |  |     |     |     |               |  |  |  |  |
|                           | Position citoyenne                                |  |     |     |     |               |  |  |  |  |
|                           | Parti des Verts d'Ukraine                         |  |     |     |     |               |  |  |  |  |
|                           | Samopomitch                                       |  |     |     |     |               |  |  |  |  |
|                           | Parti agrarien d'Ukraine (en)                     |  |     |     |     |               |  |  |  |  |
|                           | Mouvement des forces nouvelles                    |  |     |     |     |               |  |  |  |  |
|                           | Pouvoir du peuple                                 |  |     |     |     |               |  |  |  |  |
|                           | Force du droit                                    |  |     |     |     |               |  |  |  |  |
|                           | Patriotes                                         |  |     |     |     |               |  |  |  |  |
|                           | Justice sociale                                   |  |     |     |     |               |  |  |  |  |
|                           | Indépendance                                      |  |     |     |     |               |  |  |  |  |
|                           | Association ukrainienne Torche                    |  |     |     |     |               |  |  |  |  |
|                           | Centre uni                                        |  |     | N/a |     |               |  |  |  |  |
|                           | Mouvement populaire d'Ukraine                     |  |     | N/a |     |               |  |  |  |  |
|                           | Alliance démocratique ukrainienne pour la réforme |  |     | N/a |     |               |  |  |  |  |
|                           | Ensemble avec Bila Tserkva                        |  |     | N/a |     |               |  |  |  |  |
|                           | Axe démocratique                                  |  |     | N/a |     |               |  |  |  |  |
|                           | Autres partis                                     |  |     | –   |     |               |  |  |  |  |
|                           | Indépendants                                      |  |     | N/a |     |               |  |  |  |  |
|                           |                                                   |  |     |     |     |               |  |  |  |  |
| Suffrages exprimés        |                                                   |  |     |     |     |               |  |  |  |  |
| Votes blancs et invalides |                                                   |  |     |     |     |               |  |  |  |  |
| Total                     | Total                                             |  | 100 | –   | 450 | en stagnation |  |  |  |  |
| Abstentions               |                                                   |  |     |     |     |               |  |  |  |  |
| Inscrits / participation  |                                                   |  |     |     |     |               |  |  |  |  |